# (38006) 1998 KD48
1998 KD48 (asteroide 38006) é um asteroide da cintura principal. Possui uma excentricidade de 0.10983880 e uma inclinação de 13.56128º.
Este asteroide foi descoberto no dia 22 de maio de 1998 por LINEAR em Socorro.